# 얼룩애크메아
얼룩애크메아(Urn plant)는 파인애플과의 식물이다. 얼룩애크메아의 잎은 크고 단단하며, 청록색의 줄무늬가 들어가 있고 잎의 가장자리에는 가시가 돋아나 있다. 이런 잎들이 로제트상으로 겹쳐 있어서 줄기부분을 위에서 보면 항아리처럼 보여서 영어로 Urn plant(항아리 식물)로 불리고 있다. 얼룩애크메아는 일생에 단 한번 꽃을 피우는데 처음에는 포엽이 푸른색을 띠다가 점차 분홍색으로 변하며, 약 5년 정도 자라야 포엽이 생성되고 포엽이 피어나면 수주동안 지속된다. 얼룩애크메아의 원래 서식지인 열대 정글에서는 나뭇가지나 바위에 붙어 자라는 착생식물이다.

## 크기
얼룩애크메아는 키가 30~90cm(12~35인치)에 이르며, 60cm(24인치)까지 자란다. 타원형 잎은 길이 45~90cm(18~35인치)이며 장미 무늬로 배열되어 있다.

## 성장 조건
얼룩애크메아는 그늘과 배수가 잘되는 토양에서 잘 자라지만 토양이 너무 습하면 뿌리부패의 원인이 될 수 있다.

## 독성
얼룩애크메아는 식물의 피부 자극성 물질 섹션 아래에 FDA 독성 식물 데이터베이스에 등재되어 있으며 접촉성 피부염, 식물성 피부염 등을 유발하는 것으로 알려져 있다

## 같이 보기
- 파인애플